# Garage West

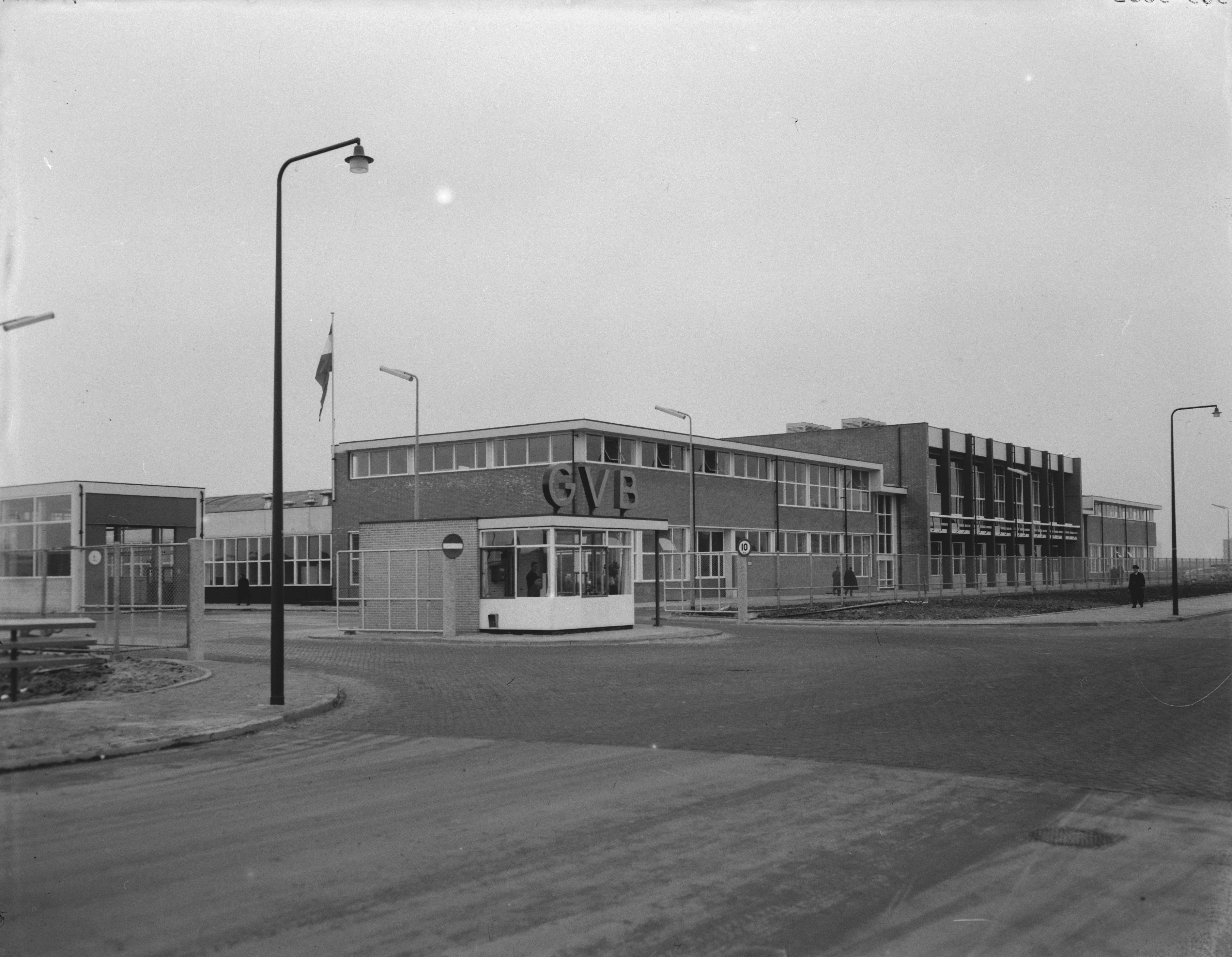
De hagelnieuwe autobusgarage in november 1958

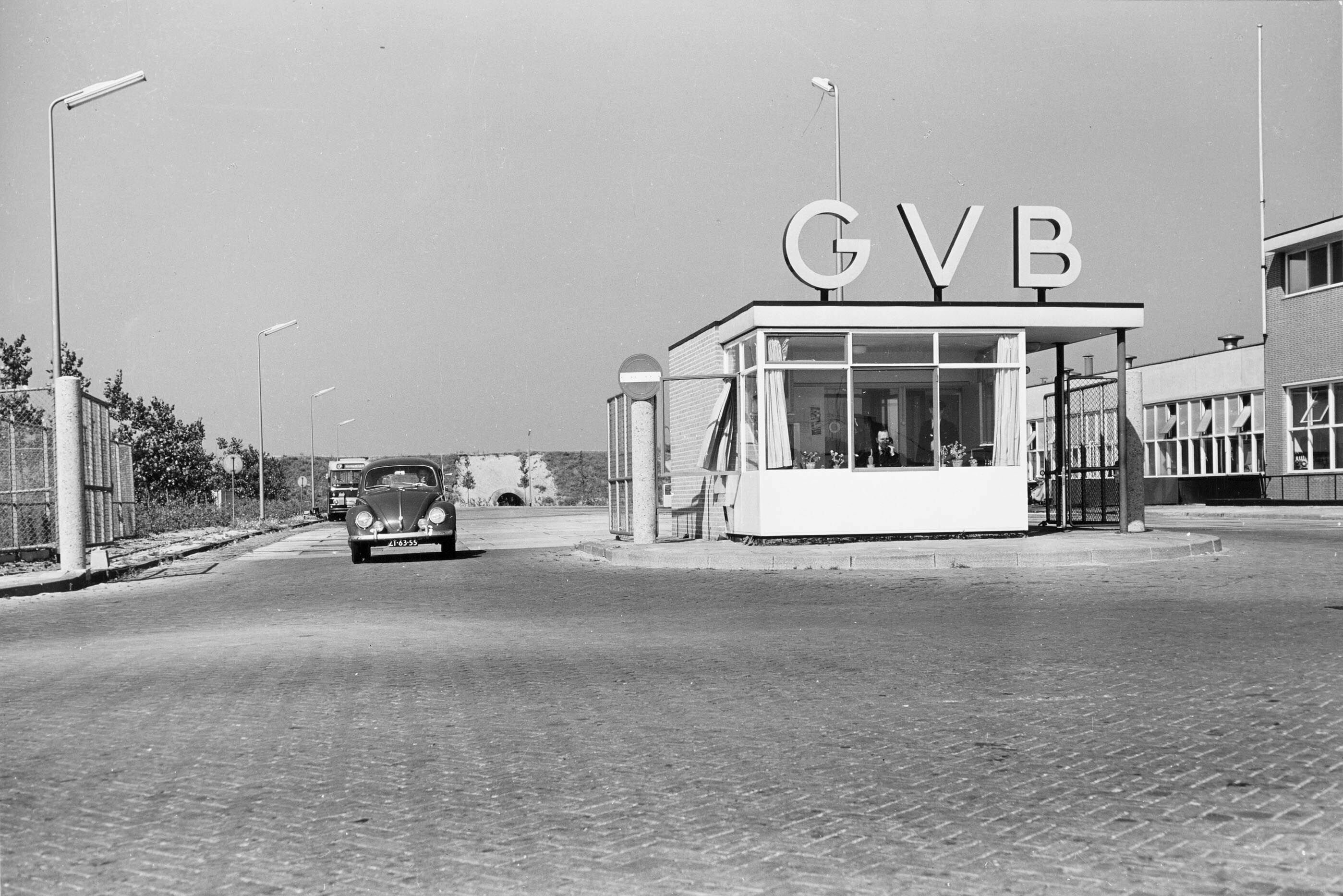
De loge van Garage West aan de Jan Tooropstraat, met op de achtergrond de duikerbrug 633, augustus 1959

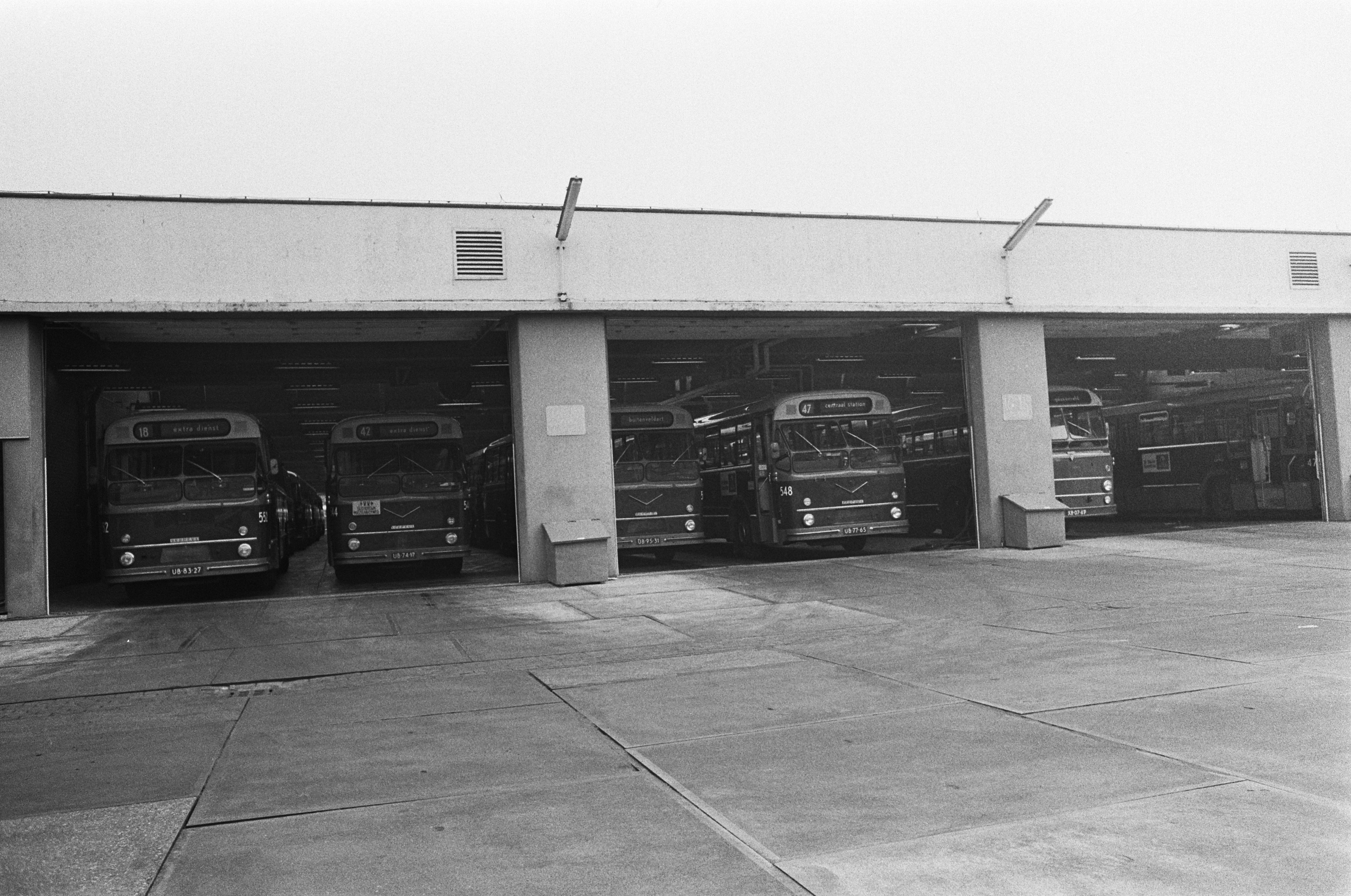
garage tijdens staking in 1974

Garage West  is een garage gebouwd en in gebruik voor het GVB aan de Jan Tooropstraat 647 in Amsterdam-West. Het complex, waarvan het eerste gedeelte in november 1956 in gebruik werd genomen is gelegen  tussen de Jan Evertsenstraat, Jan van Galenstraat en de Ringspoorbaan in Overtoomse Veld in Amsterdam-West. Vanuit deze garage worden door het GVB de daglijnen 15, 18, 21, 22, 36, 61, 62, 63 en 369 geëxploiteerd alsmede enkele spits, service en nachtlijnen.

## Geschiedenis
In de remise Tollensstraat was in 1908 en vanaf 1922 een automobielgarage gevestigd. De werkplaats was van 1925-1932 gevestigd  aan de Bilderdijkkade, dit pand kwam in 1938 in handen van de stadsreiniging. De Tollensstraat werd vanaf dan uitsluitend een centrale werkplaats voor tram en bus. De bussen werden voortaan gestald in Garage Oost.   
In de tweede helft van de jaren vijftig bouwde het GVB de garage in het westelijk stadsdeel ten behoeve van het gestaag uitbreidende autobuspark. De stadsbebouwing kwam steeds verder westwaarts, maar het gebouw aan de Jan Tooropstraat met dan nog huisnummer 107 lag eigenlijk nog in een woestenij. Garage West, zoals het gebouw bekend werd, werd in 1957 opgeleverd naar ontwerp van de architecten Bastiaan Johannis Odink, J.W. Kamerling en H. Hensel van de Dienst der Publieke Werken.
In verband met de gestage uitbreiding van de stad, vooral in West, werd het autobusnet sterk uitgebreid. Ook waren een aantal tramlijnen door buslijnen vervangen. Hierdoor was het autobuspark sterk in omvang toegenomen. Ter vervanging en uitbreiding van de te krappe behuizing kreeg het GVB van de gemeente een krediet van fl. 8.035.000 voor de bouw van een modern complex met stallingsmogelijkheid voor ongeveer 200 bussen. Gekozen werd voor het westelijke stadsgedeelte omdat dat het meest centraal lag ten opzichte van de geprojecteerde buslijnen in de tuinsteden. De bouw begon op 8 augustus 1955 en al op 17 november 1956 kon, vroeger dan gedacht, het eerste gedeelte in gebruik worden genomen en werd het eerste jaar al fl. 135.000 bespaard op kortere garageritten. Zouden alle bussen in garage Oost blijven, als daar al plaats voor was, zou een bedrag van fl. 180.000 per jaar door de langere ritten zijn gemoeid.
Ter vervanging van de oude Remise Tollensstraat kwam in het complex tevens een centrale werkplaats; deze werd in mei 1957 in gebruik genomen. De werkplaats met werkkuilen meet 16 meter, er is een schildersgedeelte en een zg. "tri-bak" installatie waar motoren vetvrij gemaakt kunnen worden.
De garage kan in vier gedeelten worden onderscheiden, twee stallingsgedeelten, de werkplaatsen en de met een verdieping uitgevoerde voorbouw. Het 34 meter brede stallingsgedeelte bevindt zich aan de westzijde met een ketelhuis, enige werkkuilen voor klein onderhoud, was- en kleedlokalen en een afrekeningslokaal waar ook in west woonachtige tramconducteurs konden afrekenen.        
De bussen staan in rijen van negen achter elkaar en de bus die het eerst binnen rijdt verlaat ook de garage als eerste. Dit in tegenstelling tot een parkeergarage waar elk voortuig onafhankelijk van een andere de garage kan verlaten. Rondom het gebouw kunnen ook bussen worden opgesteld. Een nieuwigheid was de automatische wasmachine waarbij een bus in 45 seconden kon worden gewassen.
De voorbouw met een verdieping bestaat uit een verhoogde middenpartij met twee vleugels. Ter weerszijde zijn de ingangen waarbij de rechtse de hoofdingang is. Op de verdieping bevinden zich de kantoorruimtes en de kantine en aula die ook door andere bedrijfsonderdelen kan worden gebruikt. Het gebouw is met rode baksteen in een betonskelet uitgevoerd. De overkapping van het stallingsgedeelte bestaat uit zg. shed-kappen die op het noorden zijn gericht om in de werkplaats geen verblinding door zonlicht te krijgen. In- en uitrijden geschiedt aan de linkerzijde van de Jan Tooropstraat waar oorspronkelijk een portiershuisje in het midden stond. 
In de loop der jaren zijn er vele aanpassingen geweest. Zo moest vervuilde grond worden verwijderd, moesten bij de komst van de gelede bussen de werkkuilen worden verlengd en konden minder bussen per rij worden opgesteld. De laatste jaren is infrastructuur voor het opladen van elektrische bussen aangelegd. Daarentegen zal na het volledige overgaan op elektrische aandrijving rond 2025 de tankvoorzieningen kunnen verdwijnen.

## Kunst
- Aan de gevel aan de voorzijde hangt een gevel-plastiek, een kunstwerk Vogelvlucht van Jan Bons.
- In de aula is door Lex Horn een wandschildering aangebracht, Oorlogsmonument Februaristaking.

## Mogelijke verhuizing
De grote woningbouwopgave in dit deel van Nieuw-West leek het einde in te luiden van de GVB-garage en het LTS-gebouw in de Jan van Breemenstraat. Maar de gemeente bekijkt nu hoe deze karakteristieke gebouwen kunnen worden behouden, in combinatie met de bouw van 3200 woningen. Dat blijkt uit een verslag van een recente informatiebijeenkomst. In 2017 was het idee om te komen tot een nieuwe invulling met een mix van winkels, horeca, informele werkplekken, ontmoetingsplaatsen en ruimte voor de creatieve economie. Hierbij zou de busgarage op die manier kunnen uitgroeien tot een soort De Hallen van Nieuw-West. Inmiddels is het stil rondom dit project en realisatie lijkt uiterst onzeker mede gezien de investering die het GVB recentelijk in het gebouw heeft gedaan. 